# Scopula collata
Scopula collata är en fjärilsart som beskrevs av W. Warren 1901. Scopula collata ingår i släktet Scopula och familjen mätare. Inga underarter finns listade.